# Triebsdorf
Triebsdorf ist ein Gemeindeteil der Gemeinde Ahorn im oberfränkischen Landkreis Coburg.

## Geographie
Das Dorf liegt etwa vier Kilometer südlich von Coburg westlich der Itz. Gemeindeverbindungsstraßen führen nach Finkenau, Haarth und Creidlitz.

## Geschichte
Die erste urkundliche Nennung war 1297, als die Herren von Hessberg die Siedlung „Trübesdorf“ dem Kloster Langheim stifteten. Der Ortsname leitet sich wohl von dem mittelhochdeutschen Wort „trip“ für  Viehweide ab. Bis zum Anfang des 19. Jahrhunderts wurde der Ort vom Klosteramt Tambach verwaltet. Über die landesherrlichen Rechte stritten sich das Fürstentum Sachsen-Coburg und das Hochstift Würzburg. In einem zwischen Bayerns Ministerpräsident Maximilian von Montgelas und Prinz Leopold von Sachsen-Coburg-Saalfeld ausgehandelten Staatsvertrag aus dem Jahr 1811 wurde Triebsdorf schließlich Coburg zugesprochen.
Im Verlauf des Dreißigjährigen Krieges wurde Triebsdorf 1634 durch kaiserliche Truppen zerstört.
Am 1. Juli 1869 erfolgte die Eingemeindung von Triebsdorf nach Ahorn.
1925 zählte Triebsdorf 69 Einwohner und 9 Wohnhäuser. 1987 hatte das Dorf 192 Einwohner, 52 Wohnhäuser und 75 Wohnungen. Triebsdorf gehört zum evangelisch-lutherischen Kirchensprengel von Ahorn.

## Einwohnerentwicklung
| Jahr | Einwohnerzahl |
| ---- | ------------- |
| 1837 | 43            |
| 1871 | 37            |
| 1910 | 64            |
| 1925 | 69            |
| 1950 | 75            |
| 1970 | 198           |
| 1987 | 192           |